# Inga pedunculata
Inga pedunculata é uma espécie vegetal da família Fabaceae.
Apenas pode ser encontrada no Brasil.